# Драгутин Фридрих
Драгутин Фридрих (5. јануар 1897. Копривница, Аустроугарска — 26. март 1980. Загреб, СФРЈ) је бивши југословенски фудбалски голман.
Драгутин је био свестрани спортиста, који се поред фудбала бавио још и клизањем, хокејом, атлетиком и тенисом. Фудбал је почео да игра у Славену, у родној Копривници, заједно са још двојицом браће. Када се породица 1919. преселила у Загреб, приступио је ХАШК-у, у чијем је дресу постао и репрезентативац.
У тенису са братом Крешимиром био је првак Југославије у пару 1928. и 1931, а у појединачној конкуренцији стално је био у самом врху најбољих играча Југославије. Као атлетичар бавио се трчањем, скоковима, бацањем копља и петобојем. Поред тога редовно је наступао и за хокејашку екипу ХАШК-а, као и за скијашку екипу клуба. У свим тим спортовима освајао је низ награда на првенствима Загреба, Хрватске, Југославије и Европе.
Као члан загребачког ХАШК-а бранио је 2. септембра 1924. против Чехословачке (0:2) у Загребу, када су репрезентацију сачињавали десеторица играча сплитског Хајдука и голман Фридрих.
Уз 16 утакмица за градску репрезентацију Загреба, бранио је и на 9 утакмица за репрезентацију Југославије. Дебитовао је 8. јуна 1922. против Румуније (1:2) у Београду, а чувао је мрежу и 3. јуна 1927. против Пољске (2:1) у Кракову, када је репрезентација забележила прву победу у гостима. Најбољу игру пружио је 1925. на утакмици против Италије (1:2), у Падови. Од дреса репрезентације се опростио 10. априла 1927. у Будимпешти против Мађарске (0:3).
Био је пропагатор спорта у местима у којима је професор биологије службовао (Вировитица, Госпић и Вараждин), а као пензионер дуго је био активан као руководилац тениске школе загребачког Медвешћака.